# Christkönig-Kirche (Hoof)
Christkönig ist eine katholische Kirche im saarländischen Hoof, einem Stadtteil von St. Wendel. Sie trägt das Patrozinium Jesu als Christkönig (Rex Christus) und ist in der Denkmalliste des Saarlandes als Einzeldenkmal aufgeführt. Der Seelsorgebezirk Hoof gehört im Gegensatz zu den anderen katholischen Gemeinden im Landkreis St. Wendel nicht zum Bistum Trier, sondern zum Bistum Speyer, und dort zum Dekanat Kusel.

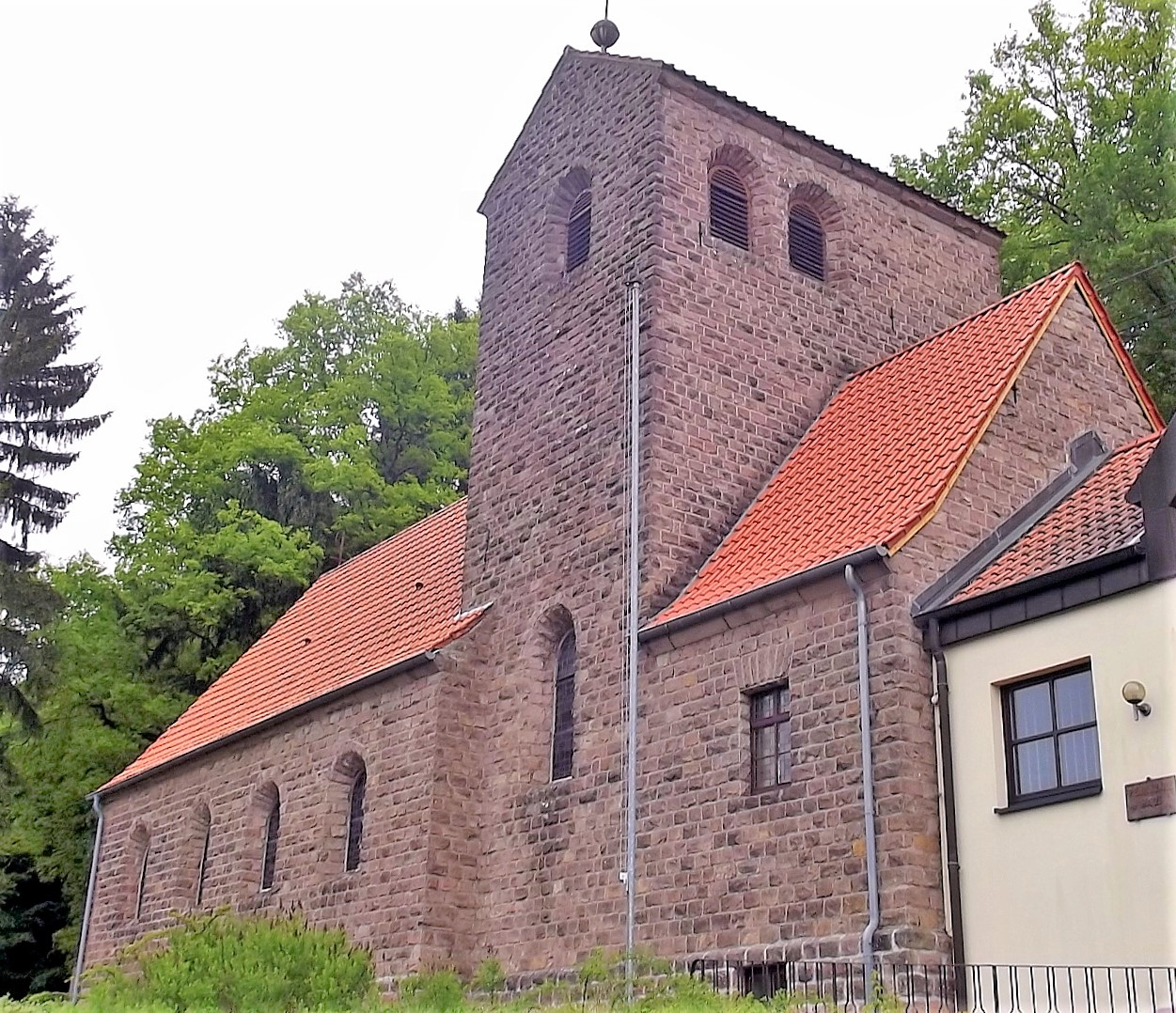
Christkönig-Kirche in Hoof

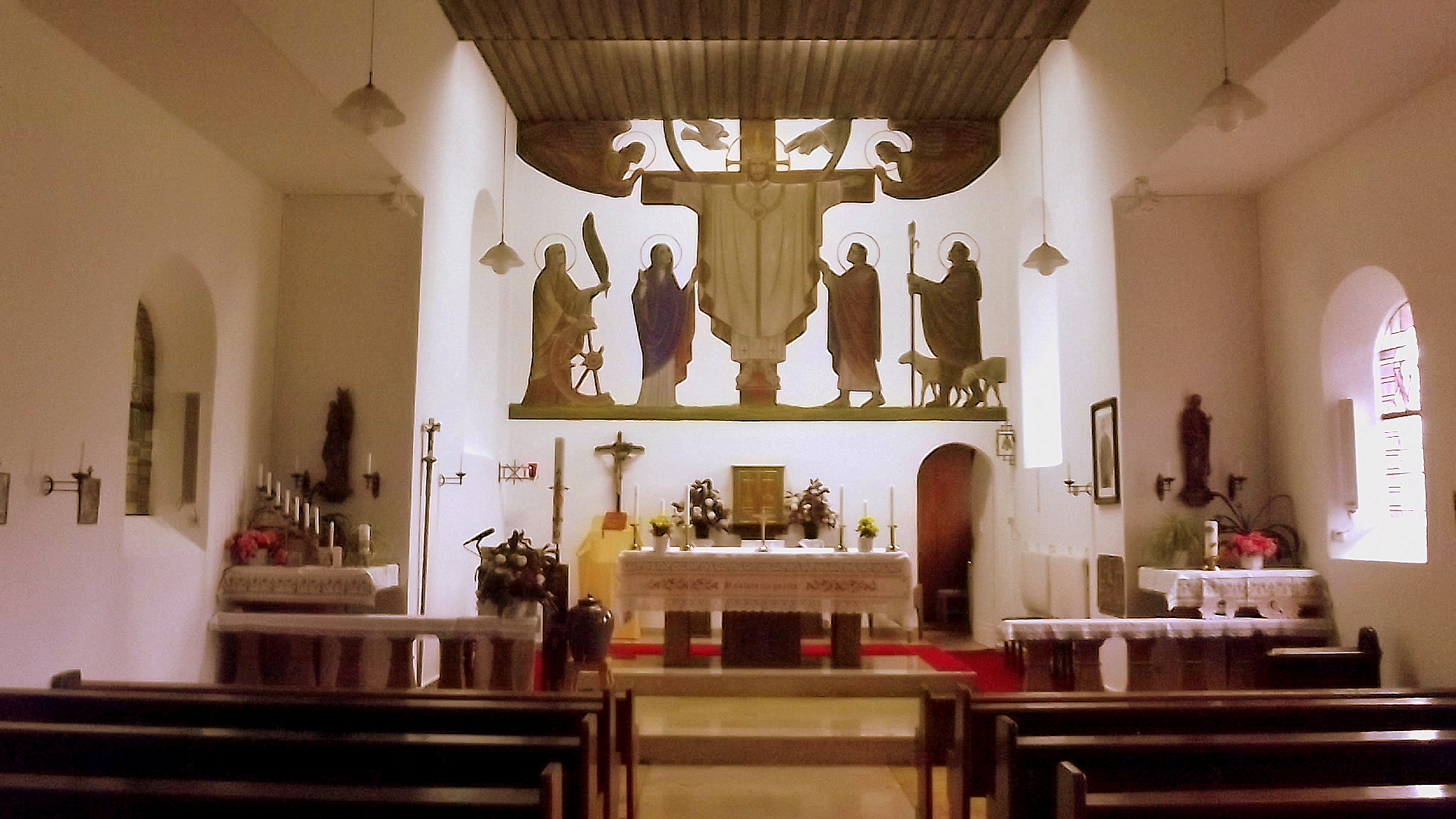
Innenraum

## Geschichte
Im Jahr 1928 wurde Karl Schuster neuer katholischer Pfarrer in Oberkirchen. Schuster, der auch für die seelsorgerische Betreuung der Katholiken im mittleren Ostertal, und somit auch für Hoof, zuständig war, regte den Bau einer katholischen Kirche in Hoof an. Damit das Vorhaben umgesetzt werden konnte, gründete Schuster im Jahr 1930 einen Kirchenbauverein. Im Jahr 1932 erfolgte die Genehmigung des Bauvorhabens durch das zuständige Pfarramt in Breitenbach. Am 22. Juli 1934 wurde in Anwesenheit des Speyrer Bischofs Ludwig Sebastian die Grundsteinlegung vorgenommen. Noch im gleichen Jahr wurde das Gotteshaus fertiggestellt und durch Bischof Sebastian eingeweiht.
Nachdem Pfarrer Schuster im Jahr 1938 verstorben war, übernahmen verschiedene Pastöre und Kapläne die Betreuung der Hoofer Katholiken. Vor allem die Patres des St. Wendeler Missionshauses wurden hier tätig.
Unter Pater Emil Künzle, der ab 1966 die seelsorgerische Betreuung übernahm, wurde Hoof zur Kuratie erhoben. Bis heute schließt der Hoofer Seelsorgebezirk auch die Orte Bubach, Marth, den Königreicher Hof, Niederkirchen, Osterbrücken und Saal ein.

## Orgel

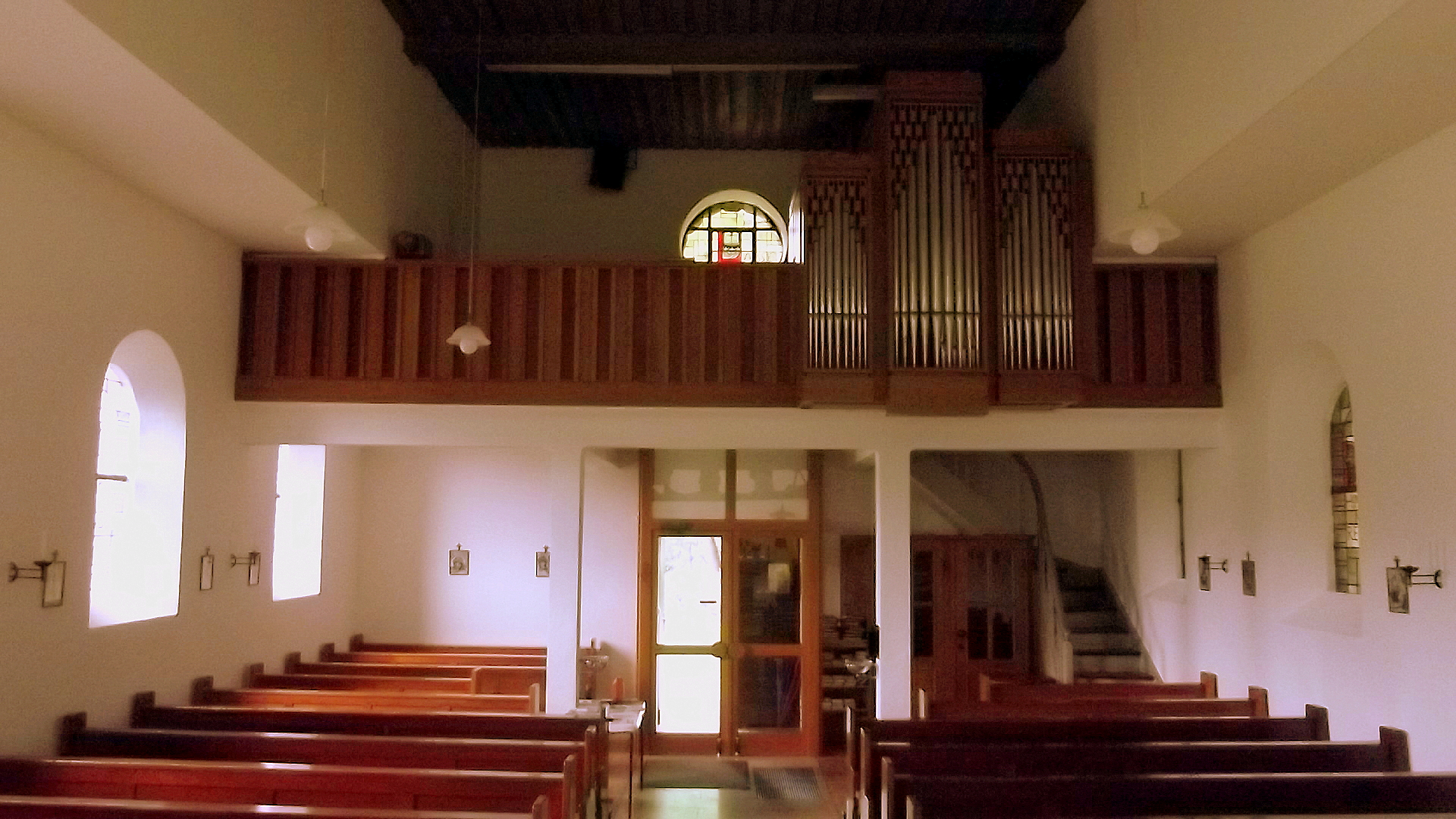
Orgelempore

Die Orgel der Kirche wurde 1991 von der Firma Hugo Mayer Orgelbau (Heusweiler) erbaut. Das Schleifladen-Instrument verfügt über 9 (10) Register, verteilt auf zwei Manuale und Pedal. Die Spiel- und Registertraktur ist mechanisch. Wenn kein Organist anwesend ist, wird die Begleitung der Kirchenlieder von einem so genannten Orgamat übernommen, der per Knopfdruck in Gang gesetzt werden kann. Die Disposition lautet wie folgt:
| I Hauptwerk C–g3 |                           |        |
| 1.               | Rohrgedeckt               | 8′     |
| 2.               | Suavial                   | 8′     |
| 3.               | Principal                 | 4′     |
| 4.               | Blockflöte                | 4′     |
| 5.               | Nazard                    | 2 ⁄3′  |
| 6.               | Gemshorn                  | 2′     |
| 7.               | Terz                      | 1 3⁄5′ |
|                  | Larigot (Vorabzug Mixtur) | 1 ⁄3′  |
| 8.               | Mixtur III                | 1 ⁄3′  |

| II Manual C–g3 |             |        |
|                | Rohrgedeckt | 8′     |
|                | Suavial     | 8′     |
|                | Blockflöte  | 4′     |
|                | Nazard      | 2 ⁄3′  |
|                | Terz        | 1 3⁄5′ |

| Pedal C–f1 |        |     |
| 9.         | Subbaß | 16′ |

- Koppeln: II/I, I/P, II/P

Anmerkungen
1. ↑  Wechselschleifen zu I